# Cathartornis gracilis
Cathartornis gracilis — викопний вид яструбоподібних птахів родини Teratornithidae, що існував в Північній Америці з міоцену по плейстоцен (23 — 0,01 млн років тому). Викопні рештки птаха знайдено у бітумних ямах у формації Ла Бреа в Каліфорнії.